# Євдокимова Анна Валеріївна
Анна Валеріївна Євдокимова (псевдонім: Анна Тхарон) (нар. 6 серпня 1978, Чимкент, Казахської РСР) — російська піаністка, лауреатка російських та міжнародних конкурсів камерних ансамблів та фортепіанних дуетів, володарка премії Нідерландського Королівського фонду Культурний фонд принца Бернхарда за досягнення в галузі мистецтва (2009). Крім того, працює художницею, художником-графіком, комп'ютерним графіком та персонатором: фотографкою-реставраторкою (ретушеркою), фотодизайнеркою.

## Коротка біографія
Народилася в родини нащадків репресованих, батьки і діди яких були або розстріляні в 20-х роках XX століття за становою ознакою, або розкуркулені та заслано в Середню Азію в 30-х роках як вороги народу. Обоє батьків — музиканти. Мати: Галина Нилівна Євдокимова (до шлюбу Усикова), піаністка та педагог. Батько: викладач історії та теорії музики, Валерій Петрович Євдокимов. В 1993, після смерті матері, родина з великими труднощами змогла покинути незалежний Казахстан та повернутися в Росію.
1997 року Анна Євдокимова з відзнакою закінчила Калузьке музичне училище ім. С. І. Танєєва по класу фортепіано (педагог Олена Савіна). В 1997—2002 роках займалася в класі професора Віктора Мержанова і його асистента Юрія Діденка в Московської Консерваторії. 2005 року Анна з відзнакою закінчила Саратовську Державну Консерваторію ім. Л. В. Собінова в класі професора, заслуженого артиста РФ і заслуженого діяча мистецтв РФ Анатолія Скрипая. У тому ж, 2005, не маючи перспектив творчої реалізації в Росії, поїхала на стажування в Нідерланди, де і продовжила вдосконалення виконавської майстерності спочатку в Амстердамської консерваторії — в класі професора Наума Груберта, а потім у Консерваторії прикордонного (з Німеччиною) голландського міста Енсхеде (ArtEZ hogeschool voor de kunsten — ArtEZ Conservatorium Enschede) — в класі професора Михайла Маркова.
Обширний концертний репертуар піаністки представлений творами композиторів практично всіх стильових напрямів академічної музики. Композитори Бах (як Йоганн Себастьян, так і Карл Філіпп Емануель), Куперен, Рамо, Моцарт, Дебюссі, Скрябін, Саті, Ханон — входять в особливий коло музикантських переваг виконавця та складають основу її внутрішнього репертуару.

## Публічна діяльність

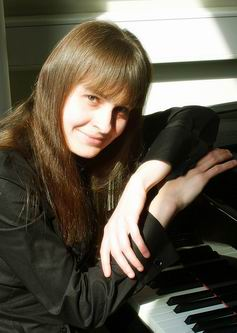
Анна Євдокимова (2007)
(Амстердам, Нідерланди)

Пік концертної діяльності Анни Евдокимової припав на другу половину 2000-х років, коли вона жила в Голландії та Німеччини, концертуючи по всій Європі з регулярними та окремими виступами: як сольними, так і в дуеті з виконавцями на різних інструментах. Також брала участь у багатьох міжнародних фестивалях, конкурсах та майстер-курсах, серед яких можна виділити найбільш значущі для музиканта події: III Всеросійський конкурс камерних ансамблів та фортепіанних дуетів їм. Гнесіних (Новомосковськ, Росія, 1997 — почесний диплом конкурсу та звання дипломанта), Міжнародний конкурс камерних ансамблів в Алмере (Нідерланди, 2007 — фіналіст конкурсу), Концертний тур (дует скрипка-фортепіано) спільно з Ксенією Бельтюковою (скрипка) країнами середземномор'я (Хорватія, Албанія, Італія, острови Греції, Лівія, 2007), IV Монографічний Міжнародний конкурс піаністів імені С. В. Рахманінова (Москва, Росія, 2008), Фестиваль «Euregio Musikfestival» (Оснабрюк, Німеччина, 2008), Фестиваль «International Music Festival» на о. Родос (Греція, 2009), Фестиваль та міжнародні літні курси «Val Tidone Summer Camp» (Італія, 2010), і мн. ін.
Починаючи з 2011 Анна Євдокимова повністю припинила всі публічні виступи.
Деякі записи (список не повний):

2000—2005 — «Сергій Рахманінов. Прелюдії — Етюди-картини» (Прелюдії ор. 23, Етюди-картини ор. 33).

2005 — «І. С. Бах. Клавірні концерти» (Клавірні концерти BWV 1052, 1053, 1055, 1056).

2007 — «Сонати для скрипки та фортепіано. І. Брамс — Е. Ельгар» (І. Брамс. Соната для скрипки та фортепіано № 3, ор. 108; Е. Ельгар. Соната для скрипки та фортепіано, ор.82, партія скрипки — Ксенія Бельтюкова). Видано обмеженим тиражем.

2010 — «Золоті камені» (І. С. Бах. «Goldberg-Variationen», BWV 988).

## Непублічна діяльність
Як художниця, Анна Євдокимова працює переважно в двох видах (або жанрах) образотворчого мистецтва: графіці та своєму власному художньому напрямку «багатовимірна графіка», в основі якої лежать принципи геометрії правильних багатогранників, які отримують своє художнє втілення за допомогою синтезу різних технологічних прийомів: від малюнка на папері до комп'ютерної графіки.
На запрошення групи дослідників у 2008—2010 роках працювала в компанії ТОВ «ІнноваТех» вебдизайнером. Одним з напрямків діяльності компанії є розробка та створення на основі технології інтерфейсів мозок-комп'ютер (ІМК [Архівовано 9 листопада 2013 у Wayback Machine.]) лінійки комп'ютерних (в тому числі, он-лайн) та відеоігор нового покоління (нейро-ігор), керованих виключно сигналами головного мозку. «Нейро-пазл», один з проектів компанії, отримав високу оцінку провідних фахівців у галузі інноваційних технологій і був названий «Проектом Року». 17 грудня 2009 в спорткомплексі Олімпійський на форумі переможців «Прорив-2009»[недоступне посилання з червня 2019] компанія «ІнноваТех» представила на своєму стенді експериментальний зразок нейро-пазла, надаючи можливість усім охочим пограти та зібрати пазл «силою думки» за допомогою ІМК. 2010 року розробки компанії з успіхом були представлені на Всесвітній виставці ЕКСПО-2010 у Шанхаї.
Як художниця-персонаторка брала участь у художньому оформленні книг Юрія Ханона: «Два процесу», «Чорні Алеї», «Ніцше contra Ханон» і «Альфонс якого не було»